# Andrei Bărbulescu
Andrei „Margareta“ Bărbulescu (* 16. Oktober 1909 in Slatina; † 30. Juli 1987) war ein rumänischer Fußballspieler und Eishockeyspieler. Er absolvierte 137 Spiele in der höchsten rumänischen Fußballliga, der Divizia A, und nahm an der Fußball-Weltmeisterschaft 1938 teil.

## Karriere als Spieler
Andrei Bărbulescu begann seine Karriere bei Argeș Pitești, der sich später Săgeata Pitești nannte. Im Jahr 1924 siedelte seine Familie nach Bukarest um und Bărbulescu schloss sich den Junioren von Venus Bukarest an. 1927 wechselte er zu Juventus Bukarest, mit dem er 1930 den Landesmeistertitel gewann. Nach der Gründung der rumänischen Profiliga Divizia A im Jahr 1932 kehrte er zu dem Lokalrivalen Venus Bukarest zurück. Venus wurde in den 1930er Jahren eine der erfolgreichsten Mannschaften Rumäniens und gewann vier Meistertitel. Bărbulescu blieb Venus abgesehen von einem Jahr bei Sportul Studențesc bis 1945 treu und beendete dann seine Karriere.

## Nationalmannschaft
Bărbulescu bestritt drei Spiele für die rumänische Fußballnationalmannschaft. Sein Debüt feierte er am 25. August 1935 gegen Deutschland. Nachdem sein zweites Länderspiel bereits eine Woche später stattgefunden hatte, wurde er von Nationaltrainer Costel Rădulescu überraschend für die Fußball-Weltmeisterschaft 1938 in Frankreich nominiert, wo er ein Mal zum Einsatz kam.

## Karriere als Trainer
Bărbulescu war 1949 als Trainer im Jugendbereich tätig. Im Herbst 1951 war er Trainer bei Știința Cluj. 1952 gehörte er zum Trainerstab, der die rumänische Fußballnationalmannschaft bei den Olympischen Sommerspielen in Helsinki betreute. Bărbulescu war auch eine Zeit lang neben Emerich Vogl, Rudolf Wetzer und Colea Vâlcov für die Ausbildung angehender rumänischer Trainer zuständig.

## Erfolge
- WM-Teilnehmer: 1938
- Rumänischer Meister: 1930, 1934, 1937, 1939, 1940

## Sonstiges
Bărbulescu bestritt auch Länderspiele für die rumänische Eishockeynationalmannschaft. Er war promovierter Jurist und Diplomat der Handelsakademie.